# Honkut
Honkut (Honcut, Hoankut), naziv za skupinu Maidu Indijanaca koji su živjeli na ušću Honkut Creeka u današnjem okrugu Yuba u Kaliforniji. Powers ih naziva Hoancuts (1874) i Hoan'kut (1877). Bancroft ih (1874) bilježi pod nazivom Honcut.
Swanton u svom članku o Maidu Indijancima selo Honkut locira na rijeku Feather River kao jedno od brojnih sela Južnih ili Nisenan Maidua.